# Interazione
L'interazione è un fenomeno o processo in cui due o più oggetti (agenti o sistemi) agiscono uno sull'altro. 
Nel concetto di interazione è essenziale l'idea di azione bidirezionale, il che la distingue dalla relazione causa-effetto. Inoltre l'interazione è presente in alcune forme di comunicazione e nel comando, o nella guida, di macchinari. Il concetto assume significati specifici nelle discipline interessate.

## Fisica e chimica
In fisica e chimica l'interazione è un evento o una situazione in cui due o più corpi si applicano reciprocamente forze, a contatto o a distanza per il principio di azione e reazione esteso. L'esempio tipico è l'interazione gravitazionale, per cui corpi dotati di massa si applica reciprocamente una forza attrattiva descritta dalla legge di gravitazione universale (per esempio il sistema Terra-Luna o, più in generale, il sistema planetario, ecc.). Un altro esempio è l'interazione d'urto, che rappresenta il complesso di fenomeni per cui due o più corpi applicano forze reciproche nel contatto. È necessario sottolineare che il concetto di forza è stato nel tempo modificato perché la formula di Newton:
{\displaystyle F=G{\frac {M\,m}{r^{2}}}},
non era più adeguata a livello atomico. 
In fisica, però, la parola "interazione" si usa spesso come abbreviazione di energia di interazione. Per comprendere il senso dell'energia di interazione, si supponga che due corpi siano posti a una certa distanza, in quiete rispetto a un determinato sistema di riferimento, e che si attraggano (interagiscano fra loro) con una forza che si annulla per distanze molto grandi. L'energia di interazione fra quei due corpi a quella distanza, e in ugual sistema di riferimento, è uguale al lavoro necessario per portare i corpi a grande distanza relativa (dove le forze sono nulle) lasciandoli là in quiete. Se è nota la legge della forza, il calcolo del lavoro di quest'ultima è immediato, e quindi altrettanto immediato il calcolo dell'energia di interazione (esso comunque richiede qualche tecnica analitica).
Un'altra importante classe di fenomeni di interazioni sono quelli di interazione-radiazione-materia. Tutti i fenomeni fisici che si osservano nella realtà sembrano riconducibili a quattro interazioni fondamentali: gravitazionale, debole, elettromagnetica e forte.

## Ecologia, biologia e medicina
In ecologia, l'interazione è l'azione reciproca di organismi o fra questi e sostanze o processi, o anche di questi ultimi.
In medicina, quando si somministrino più farmaci contemporaneamente, è necessario controllarne le interazioni. Si dà in certi casi la prescrizione di medicamenti agonisti (per esempio analgesici o antidepressivi) mentre in genere si cerca di evitare la combinazione di farmaci fra loro antagonisti, sia a livello di effetto immediato del farmaco, sia al livello di assorbimento, distribuzione e metabolismo dello stesso. In certi casi si contrasta l'interazione con un opportuno dosaggio dei farmaci.

## Sociologia
È detta interazione sociale una sequenza dinamica e mutevole di atti sociali fra individui (o gruppi) che modificano le proprie azioni e reazioni a seconda delle azioni dei soggetti con cui interagiscono. Si distinguono questi casi d'interazione sociale:
- accidentale, cioè non prevista e difficilmente ripetuta: per esempio, chiedere un'indicazione a un passante o a un commesso se un prodotto è disponibile;
- ripetuta, vale a dire non prevista, ma che si dà periodicamente, come incontrare casualmente un vicino nella via dove si abita;
- regolare, cioè non prevista ma molto frequente, tale da destare sorpresa quando non si riscontra (vedere ogni giorno il portinaio all'ingresso);
- regolata: prevista e regolata da norme, tale da meravigliare molto se non avviene; è di questo tipo l'interazione sul lavoro o in famiglia.

Le interazioni sociali sono alla base delle relazioni sociali. Psicologicamente, le interazioni sociali hanno una parte intrapersonale e una parte interpersonale. Le interazioni intrapersonali possono essere (Tapu, 2001):
- rapporti diretti (decisioni cognitive seguite da azioni concrete: "Ho deciso che per me è meglio lasciare il mio ragazzo, e glielo ho detto", o decisioni affettive, accompagnate da interventi espressivi: "Io amo la mia ragazza e ho sempre mostrato questo a lei") ;
- relazioni incrociate (decisioni cognitive, accompagnate da interventi espressivi: "Oggi ho deciso che per me è meglio rompere con la mia ragazza e cerco di farle capire questo senza parole", o decisioni affettive seguite da azioni concrete: "Ho amato il mio ragazzo e ho sempre voluto essere con lui, ma alla fine ho lasciato andare, perché era meglio per tutti e due").

Anche le interazioni interpersonali possono essere:
- dirette (reazione cognitiva ad azioni concrete di un'altra persona: "La mia ragazza vuole vivere con me, e sono d'accordo, perché è meglio per noi due", o reazione affettiva alle altre azioni espressive: "Il mio ragazzo mostra i suoi sentimenti per me e io rispondo allo stesso modo");
- attraversate (reazione affettiva di altre azioni concrete: "Il mio partner mi vuole comprare una casa, e quindi suppongo lui / lei mi ama", o la reazione cognitiva a un'azione espressiva di un'altra persona: "Il mio partner dice lui / lei mi ama e mi chiedo perché è lui / lei a dirmi questo?").

L'interazionismo simbolico è una teoria sociologica, secondo la quale il significato di oggetti, situazioni e relazioni sociali emerge dal valore simbolico della comunicazione.

L'analisi dei processi di interazione (Interaction Process Analysis o IPA) è uno schema di codifica progettato nel 1950 da Bales per osservare e analizzare l'interazione del gruppo.
Nella teoria dei sistemi di Niklas Luhmann si distingue l'interazione, caratterizzata dalla compresenza degli interlocutori, dalla comunicazione mediata (per esempio scritta).

## Disegno industriale e informatica
Nel disegno industriale, l'interazione è il rapporto che un utente stabilisce con un dato oggetto, dispositivo o sistema. Fra gli altri fattori vi concorre l'ergonomia.
Nell'informatica si tende a facilitare l'interazione uomo-macchina tramite un'interfaccia ergonomica; la materia è regolata dalla norma EN ISO 9241.